# کلانو
کلانو (به ایتالیایی: Celano) یک کومونه در ایتالیا است که در استان لاکویلا واقع شده‌است.

## خصوصیات
کلانو ۹۱ کیلومترمربع مساحت و ۱۱٬۰۴۴ نفر جمعیت دارد و ۸۵۰ متر بالاتر از سطح دریا واقع شده‌است.

## خواهرخوانده
شهرهای زیتون، مالت و کاستلپوتو خواهرخوانده‌های کلانو هستند.